# Iban Mayoz

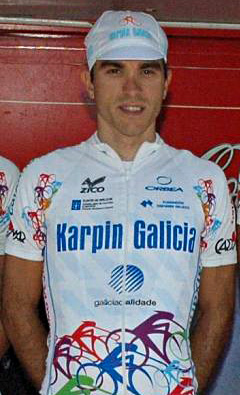
Iban Mayoz 2008

Iban Mayoz Etxeberria (* 30. September 1981 in San Sebastián, Spanien) ist ein ehemaliger baskischer Radrennfahrer.
Er begann im Jahr 2004 seine Karriere bei Relax-Fuenlabrada. Zur Saison 2006 wechselte er zum baskischen UCI ProTeam Euskaltel-Euskadi. Mayoz bestritt fünf Grand Tours, von denen er drei beendete. Seine beste Grand-Tour-Platzierung war Rang 22 beim Giro d’Italia 2010. Nach Ablauf der Saison, bei dem er nach Ablauf der Saison 2010 seine Karriere beendete.
Er ist nicht zu verwechseln mit dem weitaus bekannteren Iban Mayo Diez, der bis zum Ende der Saison 2006 ebenfalls bei Euskaltel unter Vertrag stand.

## Teams
- 2004 Relax-Fuenlabrada
- 2005 Relax-Fuenlabrada
- 2006 Euskaltel-Euskadi
- 2007 Euskaltel-Euskadi
- 2008 Karpin Galicia / Xacobeo Galicia
- 2009 Xacobeo Galicia
- 2010 Footon-Servetto